# ۱۲۳۱ (میلادی)
۱۲۳۱ (میلادی) هزار و دویست و سی و یکمین سال تقویم میلادی است.

## رویدادها

### بر پایه منطقه

#### آسیا
۹ آوریل – پس از اینکه یک پدیدهٔ آب‌و‌هوایی عجیب متشکل از ابرهای زرد همراه با گرد و غبار، آسمان و خورشید شهر هانگژوی دودمان سونگ چین را پوشاند، آتشی در جنوب شرقی شهر در تاریکی شب افروخته شد و تا روز بعد نیز ادامه داشت. با توجه به میدان دید محدود، مبارزی با شعله‌های آتش بسیار سخت بود. پس از اینکه آتش فرونشانده شد، مشخص شد که یک منطقهٔ کامل شامل ۱۰٬۰۰۰ خانه در بخش جنوب غربی شهر طعمهٔ شعله‌های آتش شده‌اند.
- سربازان مغول از رودخانهٔ یالو عبور کردند و به کشور کره، که در آن زمان تحت سلطهٔ امپراتوری گوریو بود، رسیدند.

#### اروپا
- ایتالیا: امپراتور فریدریش دوم قانون اساسی ملفی (همچنین شناخته شده با نام لیبرت آگوستالیس)، تشکیل شده از قوانین سیسیل، قوانین سالرنو، مقررات پژوهش‌های دارویی و جداسازی حرفه‌های پزشکی و داروسازی را منتشر کرد.[۱]
- للیولین کبیر پویشی را بر ضد سیادت نورمن‌ها به راه انداخت.
- اسپانیا: کاستیلی‌ها کسادا را برای باری دیگر تسخیر کردند.[۲]
- دانشگاه کمبریج مفتخر به دریافت منشور سلطنتی از سوی هنری سوم انگلستان شد.

### بر پایه موضوع

#### مذهب
- آردنگوس، اسقف فلورانس شد.

## زادگان
- ۱۷ مارس – امپراتور شیجوی ژاپن (د. ۱۲۴۲)
- گو شوجینگ، ستاره‌شناس و ریاضیدان چینی
- جان دو وارن، ارل ششم ساری (د. ۱۳۰۴)
- یولاندای ویاندن، راهبه (د. ۱۲۸۳)
- راجر مورتیمر، بارون مورتیمر یکم (د. ۱۲۸۲)

## درگذشتگان
- ۶ آوریل – ویلیام مارسال، ارل دوم پمبروک
- ۱۳ ژوئن – آنتونیوی پادوا، سنت پرتغالی (ز. ۱۱۹۵)
- ۲۸ اوت – النور پرتغال، ملکهٔ دانمارک (ز. ۱۲۱۱)
- ۶ نوامبر – امپراتور تسوچی‌میکادو ژاپن (ز. ۱۱۹۶)
- ۱۷ نوامبر – الیزابت مجارستان سنت و شاهزادهٔ مجارستانی (ز. ۱۲۰۷)
- عبداللطیف بغدادی، رهنورد و فیزیک‌دان عرب عباسی
- جلال‌الدین خوارزمشاه، آخرین فروانروای خوارزمشاهی